# Namegata
Namegata (jap. 行方市 Namegata-shi) ist eine kreisfreie Stadt (-shi) in der japanischen Präfektur (-ken) Ibaraki, in dem 2005 die drei bis dahin verbliebenen Gemeinden des Kreises (-gun) Namegata zusammengefasst wurden.

## Geographie
Namegata liegt nordwestlich von Kashima und östlich von Tsukuba.

## Geschichte
Die Stadt Namegata wurde am 2. September 2005 aus den ehemaligen Gemeinden Asō, Kitaura und Tamatsukuri gegründet.

## Verkehr
- Straße:
  - Nationalstraße 354,355

## Söhne und Töchter der Stadt
- Fukushirō Nukaga (* 1944), Politiker der Liberaldemokratischen Partei (LDP)
- Kaiyō Yanagimachi (* 2002), Fußballspieler

## Angrenzende Städte und Gemeinden

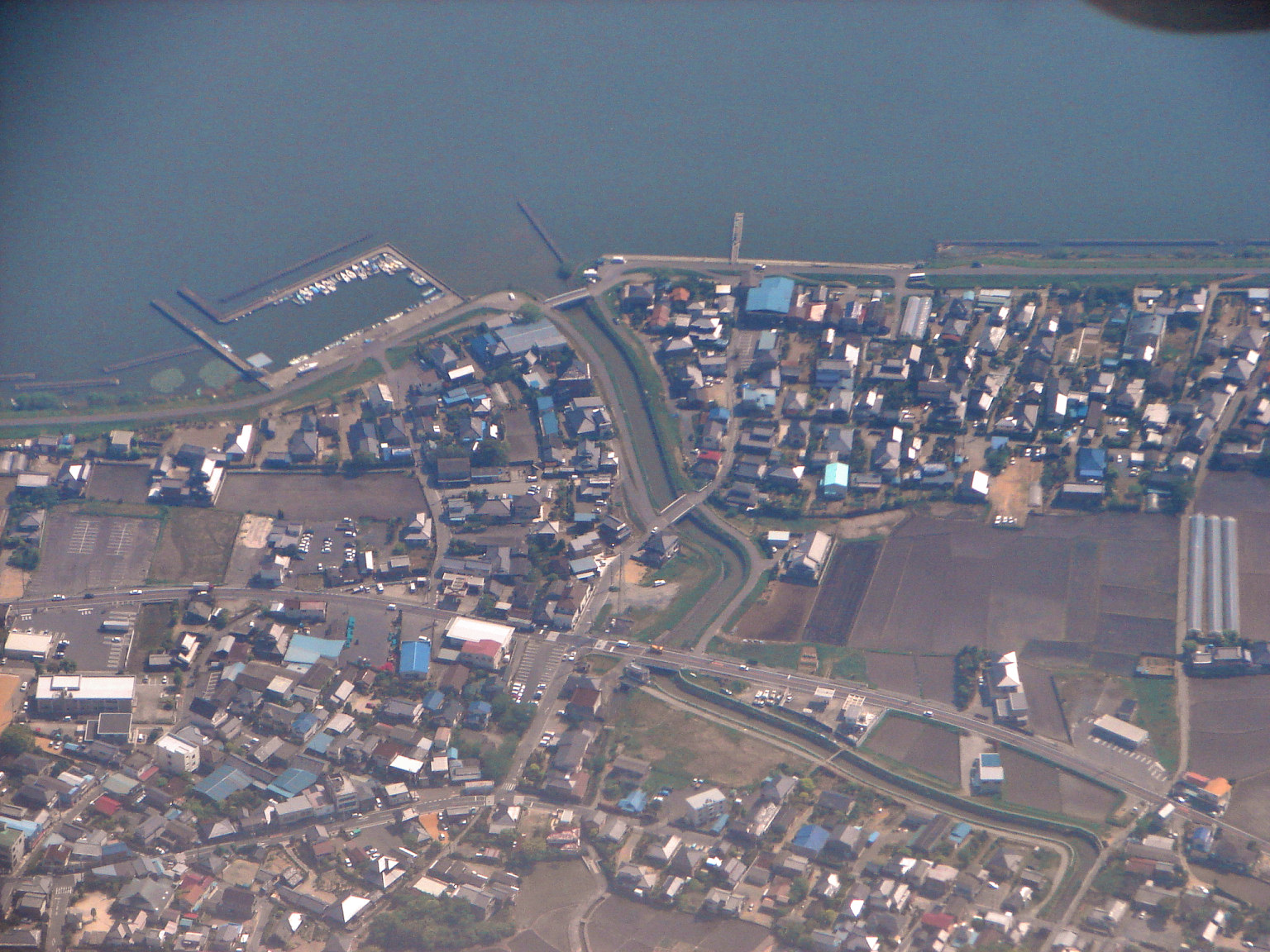
Namegata

- Kashima (Ibaraki)
- Itako (Ibaraki)
- Kasumigaura (Ibaraki)
- Hokota
- Omitama